# Duiquer d'Ogilby
El duiquer d'Ogilby (Cephalophus ogilbyi) és una petita espècie de duiquer difosa a Sierra Leone, Libèria, Ghana, Nigèria nord-oriental i potser també al Gabon.
Té una alçada a la creu de 56 cm i pesa fins a més de 20 kg. El color pot variar des del castany fins al caoba i el marró fosc.
La seva part posterior és robusta, com és típic en els duiquers.
Viu als boscos densos, on s'alimenta principalment de fruits caiguts dels arbres.